# Понизовье (Понизовское сельское поселение)
Понизо́вье — деревня в Торопецком районе Тверской области. Административный центр Понизовского сельского поселения.

## География
Деревня расположена в 14 километрах к юго-востоку от районного центра Торопец, на левом берегу реки Торопа. Рядом находятся деревни Грибаново и Корнилово.
Климат
Деревня, как и весь район, относится к умеренному поясу северного полушария и находится в области переходного климата от океанического к материковому. Лето с температурным режимом +15…+20 °С (днём +20…+25 °С), зима умеренно-морозная −10…−15 °С; при вторжении арктических воздушных масс до −30…-40 °С.
Среднегодовая скорость ветра — 3,5—4,2 метра в секунду.

## История
В 1780 году на погосте Понизовье был построен каменный храм Воскресения Христова. В настоящее время храм не действует, находится в полуразрушенном состоянии.
В списке населённых мест Торопецкого уезда Псковской губернии за 1885 год значится погост Понизовье. 3 двора, 10 жителей.
На карте РККА 1923—1941 годов обозначено село Понизовье. Имело 31 двор.
В 1997 году — 55 хозяйств, 155 жителей; администрация сельского округа, центральная усадьба совхоза «Понизовский», начальная школа, детсад, ДК, библиотека, медпункт, отделение связи, столовая, магазин.

## Население
| 2010 |
| ---- |
| 178  |

Население по переписи 2002 года — 126 человек, 62 мужчины, 64 женщины.
Национальный состав
Согласно результатам переписи 2002 года, в национальной структуре населения русские составляли 98 % от жителей.